# Allan McNish
Allan McNish (født 29. december 1969) er en skotsk racerkører. McNish er tidligere Formel 1-kører. Han har vundet 3 udgaver af 24-timers racerløbet i Le Mans, senest i 2013. Han er co-kommentator for BBC Radio 5's live Formel 1 dækning.

## Komplette Formel 1 resultater
| År   | Hold                    | Chassis      | Motor                 | 1       | 2     | 3       | 4       | 5     | 6     | 7       | 8       | 9      | 10      | 11      | 12      | 13     | 14    | 15      | 16     | 17      | WDC  | Points |
| ---- | ----------------------- | ------------ | --------------------- | ------- | ----- | ------- | ------- | ----- | ----- | ------- | ------- | ------ | ------- | ------- | ------- | ------ | ----- | ------- | ------ | ------- | ---- | ------ |
| 2002 | Panasonic Toyota Racing | Toyota TF102 | Toyota RVX-02 3.0 V10 | AUS Ret | MAL 7 | BRA Ret | SMR Ret | ESP 8 | AUT 9 | MON Ret | CAN Ret | EUR 14 | GBR Ret | FRA 11† | GER Ret | HUN 14 | BEL 9 | ITA Ret | USA 15 | JPN DNS | 19th | 0      |

† Køren færdigjorde ikke løbet, men blev klassificeret da han gennemførte over 90% af løbsdistancen.